# Тибени
Тибени (рум: Tibeni, мађ: Istensegíts) је друго од пет села основаних од стране Секеља у Буковини. Село се налази у румунском делу Буковине у округу Сучава. Најближи већи град је Радауц (рум:Rădăuţi).
Остала четири села су: Фогадјиштен (рум: Iacobeşti), Хадикфалва (рум: Dorneşti), Јожеффалва (рум: Vornicenii Mici), и Андрашфалва (рум: Maneuţi).

## Историја постанка
Иштеншегитш је основан 1777. године, подигнут је са леве стране обале реке Сучаве одмах у комшилуку годину дана старијег брата Фогадјиштена исто на иницијативу Мартон Мора (мађ:Mártonffy Mór). Према подацима из црквених књига становници села, Секељи, су досељени из молдавског места званог Самошка (мађ: Számoska). Првих осамдесет фамилија су насељени у подножју брда по имену Копас хеђ (мађ:Kopasz-hegy) или у преводу Ћелаво брдо. Међутим прво пролеће им није било баш најсретније. Пролећно отопљавање снега је донело и поплаве у новоосновано насеље, тако да су из тих разлога, страха од поплаве, померили цело село за километар више у брдо на место које се звало Чере тето (мађ:Csere-tetõ). Село се састојало из једне улице од 47 кућа са окућницама а такође је саграђен обор где су заједнички држали стоку ради лакшег очувања заједничког блага.
Према предању, село је добило име од угледног члана Секељ заједнице Кајтар Леринца (мађ:Kajtár Lõrinc) који је по доласку у нове крајеве одржао говор у коме је рекао: “Допусти нам премилостиви Боже да на овом месту нађемо наш већни мир. И зато ја желим, заједно са мојим сапатницима, да у твоју част ово место добије твоје име, и зато ово место нека се зове Иштеншегитш (Бог нам помогао)”.
Румунско име Тибени, које је носило претходно основано и напуштено место, користили су и Секељи, али су такође користили и варијацију Цибењи (мађ:Cibény).

## Вера и култура
Досељени Секељи су били католици. У заједници са секељима из Фогадјиштена, који су започели градњу капеле 1776. године, у јесен су завршили градњу и посветили је Светој Тројици (мађ:Szentháromság).
Касније су додали 1800. године у славу Светог Духа малу цркву од дрвета и још касније, за време Ласла Иштвана (мађ:László István) 1894. започета и 12. септембра 1898. је завршена данашња црква са торњем.

## Каснији догађаји
Секељи су се одавде почели масовније одсељавати 1883. године па све до 1941. године. Данас више нема ниједне Секељ фамилије да живи тамо.

## Галерија
| - Копја - Сеоска црква - Унутрашњост цркве - Поглед на цркву и село - Поглед на село - Споменик „пет села” Секеља |